# Акарбоза
Акарбо́за — гипогликемическое лекарственное средство, ингибитор альфа-глюкозидазы, тормозящий переваривание и всасывание углеводов в тонкой кишке и, как следствие, сокращающий рост концентрации глюкозы в крови после употребления углеводсодержащей пищи. Назначается для приёма внутрь пациентам с инсулиннезависимым сахарным диабетом в тех случаях, когда изменение режима питания или другие гипогликемические средства не обеспечивают эффективного контроля над их состоянием. Более известно под торговым названием «Глюкобай», принадлежащим производителю Bayer AG (Германия).

## Свойства
Относится к углеводам группы олигосахаридов. Физические свойства: белый или почти белый порошок, растворимый в воде.

## Получение
Получается путём ферментации из микроорганизма Actinoplanes utahensis.

## Фармакологическое действие

### Фармакодинамика
Гипогликемическое пероральное средство, угнетая кишечные альфа-глюкозидазы, снижает ферментативное превращение ди-, олиго- и полисахаридов до моносахаридов, уменьшая тем самым всасывание глюкозы из кишечника и постпрандиальную гипергликемию. У пациентов с нарушенной толерантностью к глюкозе при регулярном применении снижает риск развития сахарного диабета 2 типа (в том числе по данным двойного слепого плацебо-контролированного исследования STOP-NIDDM), сердечно-сосудистых заболеваний и инфаркта миокарда.
При применении акарбозы развитие гипогликемии нехарактерно. Однако совместное назначение препарата с другими гипогликемическими средствами или инсулином может привести к таким последствиям, поэтому использование подобных сочетаний не рекомендовано директивами ВОЗ. Также установлено, что симптомы гипогликемии развиваются при применении акарбозы пожилыми и ослабленными людьми даже в том случае, если одновременно не используются никакие другие противодиабетические средства, что также необходимо учитывать при назначении препарата пациентам данных групп.
В исследованиях in vitro и in vivo не обнаружено признаков мутагенности. Введение с пищей крысам не влияет на фертильность и общую способность к воспроизводству.

### Фармакокинетика
Абсорбция — около 35 % введенной дозы, вероятно в виде метаболитов (из них 2 % — в активной форме), биодоступность составляет 1—2 %. После перорального приема наблюдается два пика концентрации: через 1—2 ч. и через 14—24 ч., появление второго пика обусловлено абсорбцией метаболитов из кишечника. Объем распределения — 0,39 л/кг. У больных с почечной недостаточностью (клиренс креатинина менее 25 мл/мин./1,73 м²) максимальная концентрация (Cmax) увеличивается в 5 раз, у пожилых — в 1,5 раза.
Метаболизируется исключительно в желудочно-кишечном тракте, главным образом кишечными бактериями и частично пищеварительными ферментами, с образованием не менее 13 соединений. Основные метаболиты идентифицируются как производные 4-метилпирогаллола (в виде сульфатных, метиловых и глюкуроновых конъюгатов). Один метаболит, продукт расщепления молекулы глюкозы в акарбозе, обладает способностью ингибировать альфа-глюкозидазу.
Период полувыведения (T½) в фазе распределения — 4 ч., в фазе выведения — 10 ч. Выводится через кишечник — 51 % (в течение 96 ч.) в виде продуктов метаболизма (неабсорбированная акарбоза); почками — 34 % в виде метаболитов и менее 2 % — в неизмененном виде и в виде активного метаболита.

## Применение

### Показания
Сахарный диабет типа 2 (при неэффективности диетотерапии, курс которой должен составлять не менее 6 мес, недостаточная эффективность назначения производных сульфонилмочевины на фоне низкокалорийной диеты); сахарный диабет типа 1 (в составе комбинированной терапии). Профилактика сахарного диабета типа 2 (у пациентов с нарушением толерантности к глюкозе в комбинации с диетой и физическими упражнениями).

### Противопоказания
Гиперчувствительность, диабетический кетоацидоз, цирроз печени; острые и хронические воспалительные заболевания кишечника, осложненные нарушениями пищеварения и всасывания (в том числе синдром мальабсорбции, синдром мальдигестии); синдром Ремгельда, крупные грыжи брюшной стенки, патология желудочно-кишечного такта с повышенным газообразованием, язвенный колит, кишечная непроходимость (в том числе частичная или предрасположенность к ней), стриктуры и язвы кишечника, хроническая почечная недостаточность (содержание креатинина выше 2 мг/дл), беременность, период лактации.

### C осторожностью
Возраст до 18 лет (безопасность и эффективность применения у детей не определены).

### Режим дозирования
Препарат принимают внутрь, не разжёвывая, с небольшим количеством жидкости непосредственно перед приёмом пищи или через 1 час после еды. Начальная доза — 50 мг × 3 раза в сутки с постепенным увеличением разовой дозы до 100—200 мг (увеличение дозы проводится через 4-8 недель терапии с интервалом в 1-2 недели, в зависимости от показателей гликемии и индивидуальной переносимости). Средняя доза у взрослых с массой тела менее 60 кг — 50 мг, более 60 кг — 100 мг × 3 раза в сутки. Максимальная суточная доза — 600 мг.
Профилактика: начальная доза — 50 мг 1 раз в сутки с постепенным увеличением разовой дозы до 100 мг (увеличение дозы проводится в течение 3 месяцев).

### Побочные эффекты
Поскольку акарбоза предотвращает расщепление сложных углеводов до глюкозы, некоторое количество углеводов остается в кишечнике и доставляется в толстую кишку. В толстой кишке бактерии переваривают сложные углеводы, вызывая желудочно-кишечные побочные эффекты, такие как метеоризм (78 % пациентов) и диарея (14 % пациентов). Поскольку эти эффекты зависят от дозы, обычно рекомендуется начинать с низкой дозы и постепенно увеличивать дозу до желаемого уровня. Одно исследование показало, что желудочно-кишечные побочные эффекты значительно снизились (с 50 % до 15 %) в течение 24 недель, даже при постоянном приеме.
Если пациент, использующий акарбозу, страдает от приступа гипогликемии, пациент должен съесть что-то, содержащее моносахариды, такие как таблетки глюкозы или гель (GlucoBurst, Insta-Glucose, Glutose, Level One), и следует вызвать врача. Поскольку акарбоза блокирует расщепление столового сахара и других сложных сахаров, фруктовые соки или крахмалистые продукты не могут эффективно обратить вспять эпизод гипогликемии у пациента, принимающего акарбозу.
Гепатит был зарегистрирован с использованием акарбозы. Обычно он исчезает, когда лекарство прекращается. Таким образом, ферменты печени должны быть проверены до и во время использования этого лекарства.
Побочные эффекты со стороны ЖКТ: эпигастральная боль, метеоризм, тошнота, диарея, редко — повышение активности «печеночных» трансаминаз (при приеме в дозе 150—300 мг/сут), кишечная непроходимость, желтуха, гепатит (в единичных случаях фульминантный с летальным исходом). Аллергические реакции:
кожная сыпь, гиперемия, экзантема, крапивница. Редко — отёки.

### Передозировка
Симптомы:
диарея, метеоризм.
Лечение:
Исключить на 4-6 ч из рациона питания продукты и напитки, содержащие углеводы.

### Особые указания
Большие хирургические вмешательства и травмы, обширные ожоги, инфекционные заболевания с лихорадочным синдромом могут потребовать отмены пероральных гипогликемических лекарственных средств и назначения инсулина. Необходимо строгое соблюдение диеты. Напитки и продукты питания, содержащие большое количество углеводов (поли-, олиго-, дисахаридов), могут привести к кишечным расстройствам. Лечение следует проводить под контролем содержания глюкозы в крови и/или в моче гликозилированного Hb и трансаминаз в первый год лечения — 1 раз в 3 мес и далее — периодически. Увеличение дозы свыше 300 мг/сут сопровождается лишь слабовыраженным уменьшением постпрандиальной гипергликемии с одновременным увеличением риска развития гиперферментемии. При одновременном назначении лекарственных средств — производных сульфонилмочевины или с инсулином, возможно развитие гипогликемии, которую корректируют добавлением в пищу глюкозы, либо её внутривенным введением. При возникновении острой гипогликемии следует иметь в виду, что пищевой сахар расщепляется на глюкозу и фруктозу, которая не контролируется инсулином и потому сахароза менее пригодна для быстрого купирования гипогликемии. Для её устранения целесообразно применение или глюкозы в высоких дозах или глюкагона (в тяжелых случаях).

### Взаимодействие
Производные сульфонилмочевины, инсулин, метформин усиливают гипогликемическое действие. Антациды, колестирамин, кишечные адсорбенты, ферментные лекарственные средства снижают эффективность. Тиазидные диуретики, ГКС, фенотиазины, гормоны щитовидной железы, эстрогены, пероральные контрацептивы, фенитоин, никотиновая кислота, адреностимуляторы, БМКК, изониазид и другие лекарственные средства, вызывающие гипергликемию, значительно снижают активность (возможна декомпенсация сахарного диабета).